# All Apologies

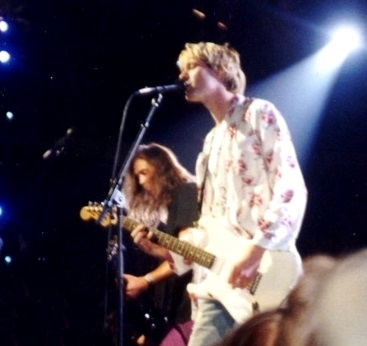
Гурт Nirvana. 1992 р.

«All Apologies» (укр. Всі Вибачення) — пісня американського гранж-гурту Nirvana, написана Куртом Кобейном і випущена у вересні 1993 року на третьому альбомі колективу In Utero. 6 грудня, пісня була випущена як другий сингл з альбому на боці «А», спільно з піснею «Rape Me». «All Apologies» стала третьою піснею групи, яка досягла першого місця в хіт-параді Modern Rock. Крім цього, пісня посіла 32 місце в хіт-параді UK Singles Chart.

## Написання і запис
«All Apologies» була написана близько 1990 року. Перший запис пісні відбулася 1 січня 1991 під час демо-сесії з Крейгом Монтгомері в Сіетлі, штат Вашингтон. Ця версія пісні мала більший акцент на фолк-музику, ніж пізні версії. Кріст Новоселіч, замість бас-гітари, акомпанував Кобейну на другій гітарі, під час гри використовуючи декілька септаккордов, тоді як гра ударника Дейва Грола була акцентована на тамбурині.
У лютому 1993 року, Nirvana записала «All Apologies» для свого третього альбому In Utero зі Стівом Альбіні в Каннон-Фолс, штат Міннесота. Пісня була записана 14 лютого, і на той момент мала робочу назву «La La La». Перед випуском альбому, «All Apologies», разом з «Heart-Shaped Box» і «Pennyroyal Tea», була заново змікшований Скоттом ліття; Кобейн стверджував, що на записі Альбіні вокал і бас-гітара звучали «м'яко». Кріст Новоселіч розглядав «All Apologies» і «Heart-Shaped Box» «воротами» до більш грубому звучанню інших композицій на альбомі, сказавши журналісту Джиму Дерогатісу, що як тільки слухачі прослухають альбом, вони відкриють для себе «цей агресивний дикий саунд, справжню альтернативну запис»